# 31939 Thananon
31939 Thananon è un asteroide della fascia principale. Scoperto nel 2000, presenta un'orbita caratterizzata da un semiasse maggiore pari a 2,3121116 UA e da un'eccentricità di 0,1935762, inclinata di 4,23921° rispetto all'eclittica.